# Karl Friedrich Ermisch
Karl Friedrich Ermisch (n. 13 iulie 1898, Dresda, Regatul Saxoniei – d. 22 iulie 1970, Leipzig, RDG) a fost un profesor și entomolog german.

## Biografie
Ermisch s-a născut în Dresda, Germania. Studiile pentru a deveni un profesor au fost întrerupte de primul Război Mondial, dar, în 1921, a devenit un profesor în Sohl. El și-a petrecut perioada dintre 1933 și 1945 în Düsseldorf, revenind în Sohl în 1945 pentru a-și relua cariera didactică, în cele din urmă devenind director. Mai târziu, el a devenit profesor de biologie la două colegii de formare a profesorilor. În 1954, a intrat la Facultatea de Cultură Fizică în Leipzig. În cele din urmă, s-a retras în 1963 și moare în 1970 în Leipzig.
În 1921, Ermisch primit o mică colecție de gândaci, care în curând a început să se extindă. Această direcție de lucru a continuat până la moartea sa, efectuând excursii pentru colectare de exemplare în Caucaz și Bulgaria. Din păcate, în timpul unei mutări, 73 din cele 200 de cutii conținând colecția sa au fost distruse, inclusiv toate exemplarele de Mordellidae pe care le descrisese până în acel moment.